# Sigismondo III di Polonia
Sigismondo III Vasa (in svedese Sigismund III Vasa, in polacco Zygmunt III Waza, in lituano Žygimantas III Vaza; Castello di Gripsholm, 20 giugno 1566 – Varsavia, 30 aprile 1632) fu re di Polonia dal 1587 al 1632 e di Svezia dal 1592 al 1599.
Appartenente alla reale famiglia Vasa di Svezia, era figlio di Giovanni III e della principessa di Polonia Caterina Jagellona, sorella di Sigismondo Augusto. Eletto al trono della Confederazione polacco-lituana, Sigismondo era intenzionato a creare un'unione personale tra la sua confederazione e la Svezia (Unione polacco-svedese), riuscendoci nel 1592. Dopo essere stato deposto dal trono svedese nel 1599 da suo zio eletto sovrano col nome di Carlo IX di Svezia, egli trascorse il resto della sua vita nel tentativo di reclamarlo.
Il suo regno fu per molti versi controverso e la sua figura è ancora oggi emblematica. Il suo lungo regno coincise con l'apice del prestigio, la forza politica e l'influenza economica della Confederazione polacco-lituana. Contemporaneamente però fu sotto il suo regno che si manifestarono i primi sintomi di decadenza del grande castello di governo. Alcune tradizioni storiche, come quelle presentate da Paweł Jasienica nella sua opera, tendono a presentare Sigismondo come la principale fonte di questa decadenza distruttiva.
A Varsavia egli è ancora ricordato con una colonna detta "Colonna di Zygmunt" eretta in sua memoria dal figlio e successore Ladislao IV Vasa.

## Biografia

### I primi anni

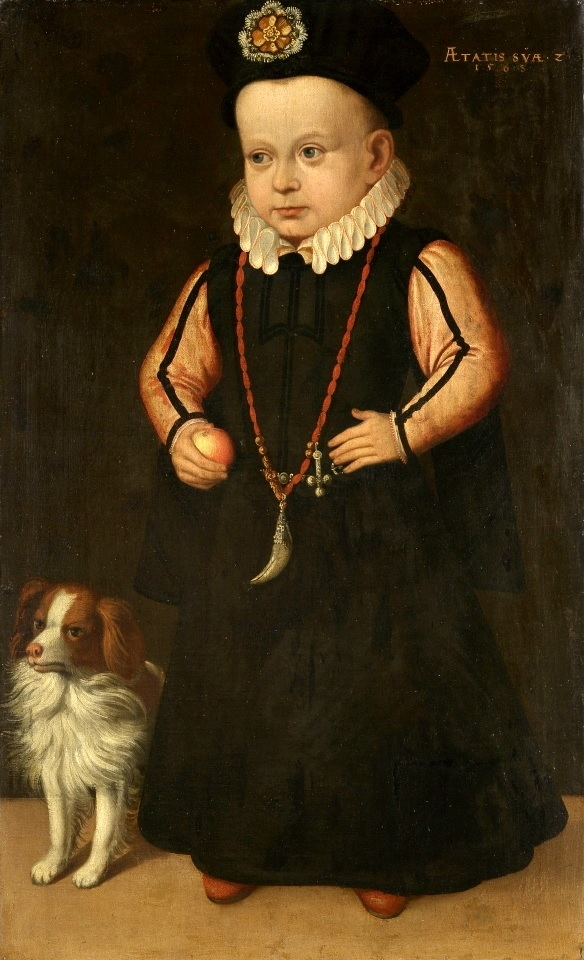
Sigismondo ritratto da bambino in un dipinto di Johan Baptista van Uther

Sigismondo nacque a Gripsholm durante la prigionia dei suoi genitori ad opera di suo zio il re Erik XIV. Anche se la Svezia a quell'epoca era divenuta ormai protestante, Sigismondo rimase di fede cattolica, la religione di sua madre (fatto che poi gli creerà dei problemi per l'unione del trono polacco con quello svedese).
Sua madre, Caterina Jagellona, era figlia del re Sigismondo I di Polonia e di sua moglie, Bona Sforza, figlia di Gian Galeazzo Sforza, duca di Milano, e di sua moglie Isabella d'Aragona. La dinastia degli Jagelloni deteneva il governo della Confederazione polacco-lituana sin dal primo regnante della loro casata, Ladislao II che l'aveva ricevuta in dote nel 1386 da sua moglie Edvige d'Angiò.

### Il trono polacco e l'Unione polacco-svedese
Nel 1587, Sigismondo fu uno dei candidati per la successione alla Confederazione polacco-lituana, dopo la morte del precedente re di Polonia, Stefano I Báthory. L'elezione si rese necessaria per sedare i conflitti tra la nobiltà polacca (szlachta), spaccata tra il sostegno al cancelliere Jan Zamoyski e la famiglia Zborowski. Sigismondo, spalleggiato da Zamoyski e dalla vedova del defunto re, Anna Jagellona, venne eletto sovrano il 19 agosto 1587 e riconosciuto Interrex dal Primate di Polonia, Stanisław Karnkowski.
Tra gli altri candidati all'elezione vi fu anche Massimiliano III d'Austria che si oppose a Sigismondo e scelse di non rispettare il risultato delle elezioni, decretandosi il giusto monarca. Ad ogni modo né Sigismondo né Massimiliano erano a quell'epoca presenti fisicamente in Polonia. Dopo aver ricevuto la notizia della sua elezione, Sigismondo partì alla volta della Polonia e giunse ad Oliwa il 7 ottobre (il suo sbarco venne ritardato a causa delle ostilità dei protestanti di Danzica). Nei suoi Pacta conventa Sigismondo accettò la riduzione del potere del monarca in favore del Sejm (il parlamento della confederazione).

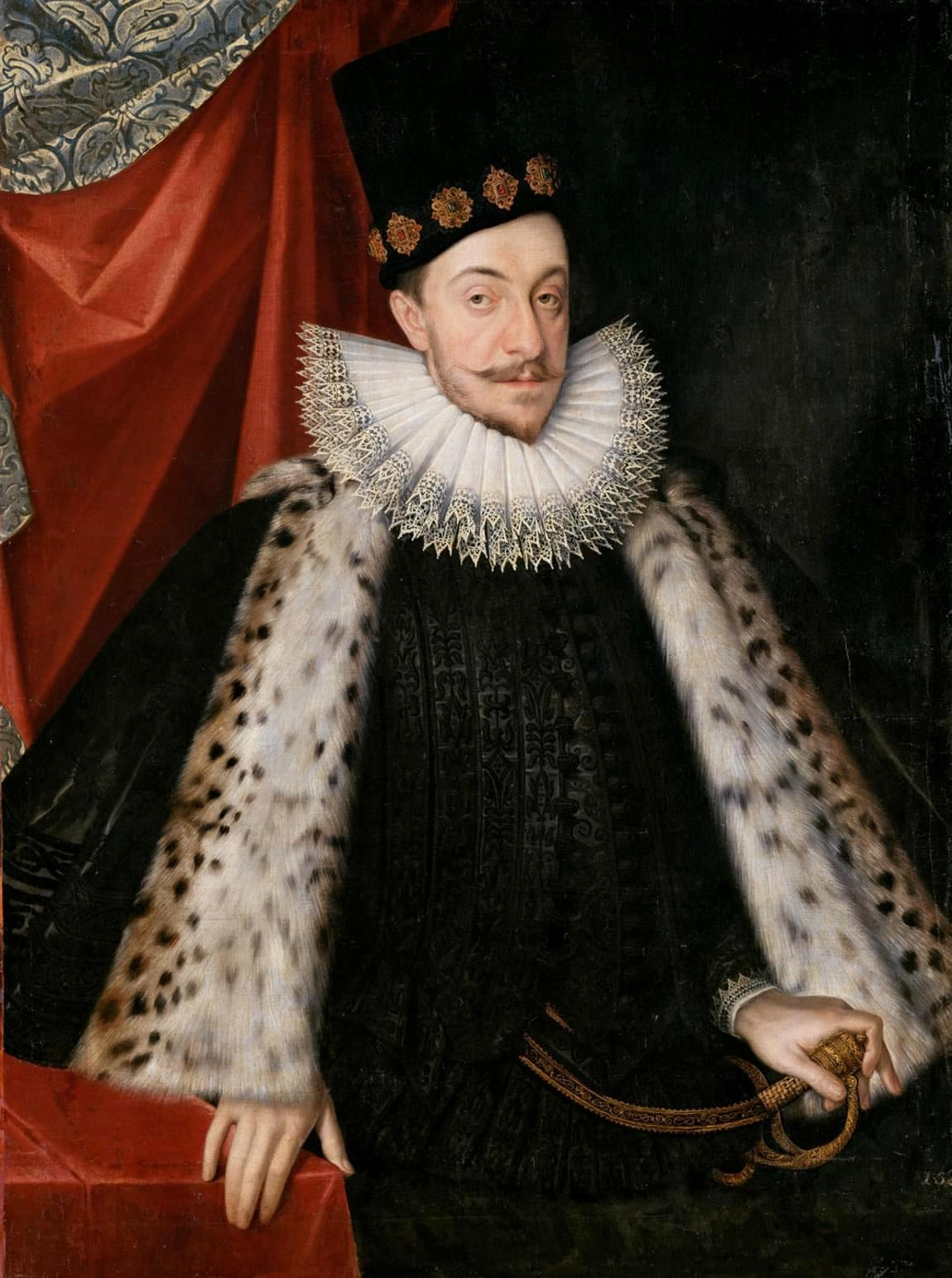
Sigismondo III in un ritratto del 1590 ad opera di Martin Kober.

Poco dopo il tesoriere prussiano Jan Dulski in rappresentanza del Maresciallo della Corona Andrzej Opaliński lo proclamò re. Sigismondo tornò sulla sua nave quello stesso giorno, giungendo a Danzica il giorno successivo, e dopo due settimane dalla sua partenza da Cracovia venne incoronato il 27 dicembre.

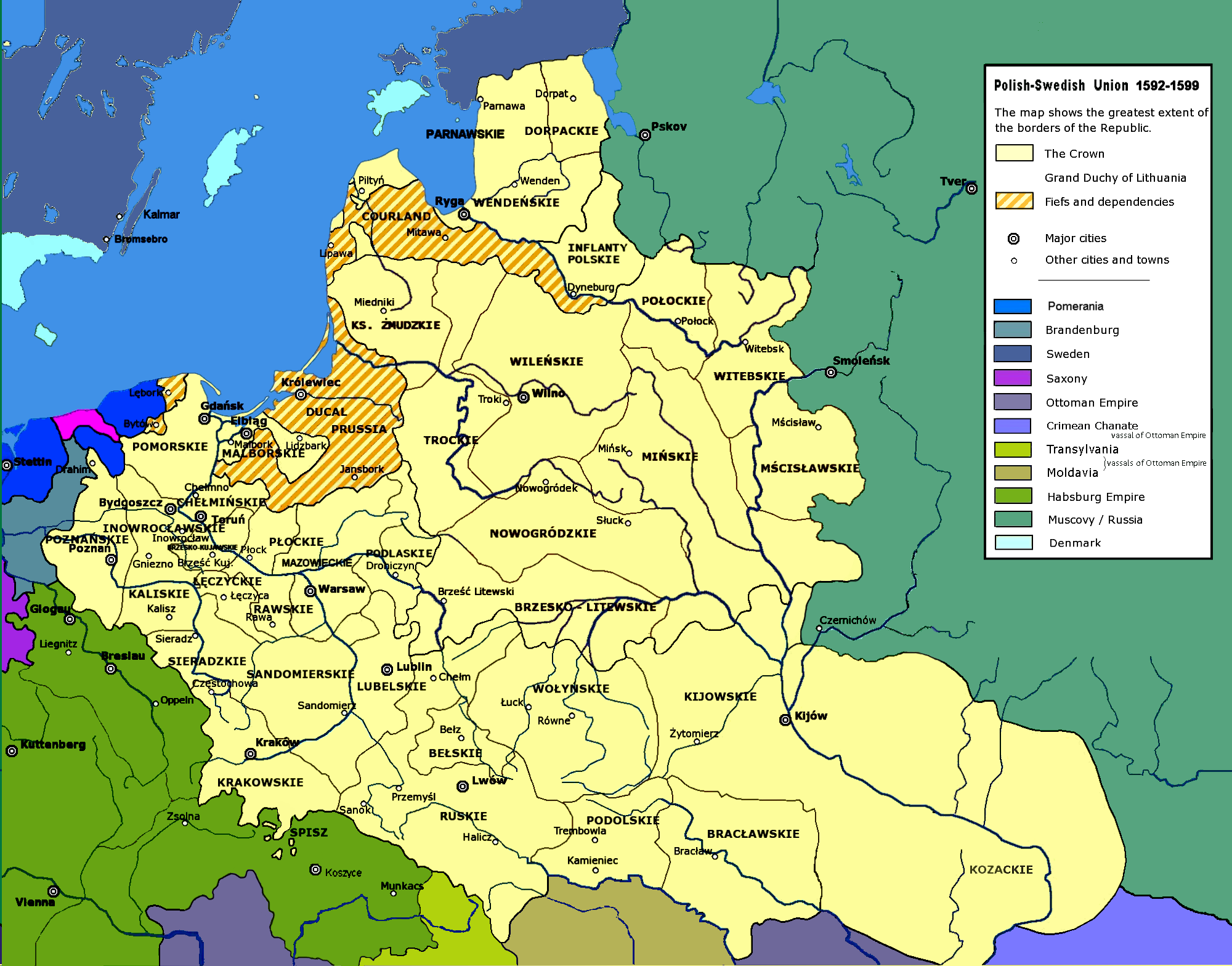
La Confederazione polacco-lituana all'epoca dell'Unione polacco-svedese 1592–1599

Quando Massimiliano tentò di risolvere la disputa con la forza e iniziò la prima guerra di successione polacca, egli venne sconfitto nella Battaglia di Byczyna dai sostenitori di Sigismondo al comando del capitano polacco Jan Zamoyski. Massimiliano venne imprigionato e rilasciato poi solo dopo l'intervento di papa Sisto V. Nel 1589, rinunciò ai propri diritti sulla corona polacca.
Come segno di riconciliazione, nel 1592 Sigismondo sposò l'arciduchessa Anna d'Austria (1573–1598) e dopo la morte di suo padre in quello stesso anno, ottenne il permesso dal Sejm di accettare anche la corona svedese. Dopo che Sigismondo ebbe promesso di sostenere il Luteranesimo svedese, venne incoronato anche re di Svezia nel 1594; per un breve periodo dunque vi fu un'unione personale tra la Confederazione polacco-lituana e la Svezia (formando l'Unione polacco-svedese). Egli tentò di governare la Svezia pur risiedendo in Polonia, servendosi di un reggente, suo zio paterno il duca Carlo Vasa. Nel 1596 riuscì a creare l'Unione di Brest, che tentò di portare parte degli ortodossi all'interno del Cattolicesimo. In quello stesso anno egli spostò inoltre la capitale polacca da Cracovia a Varsavia.

### La perdita del principato di Moldavia e del trono di Svezia

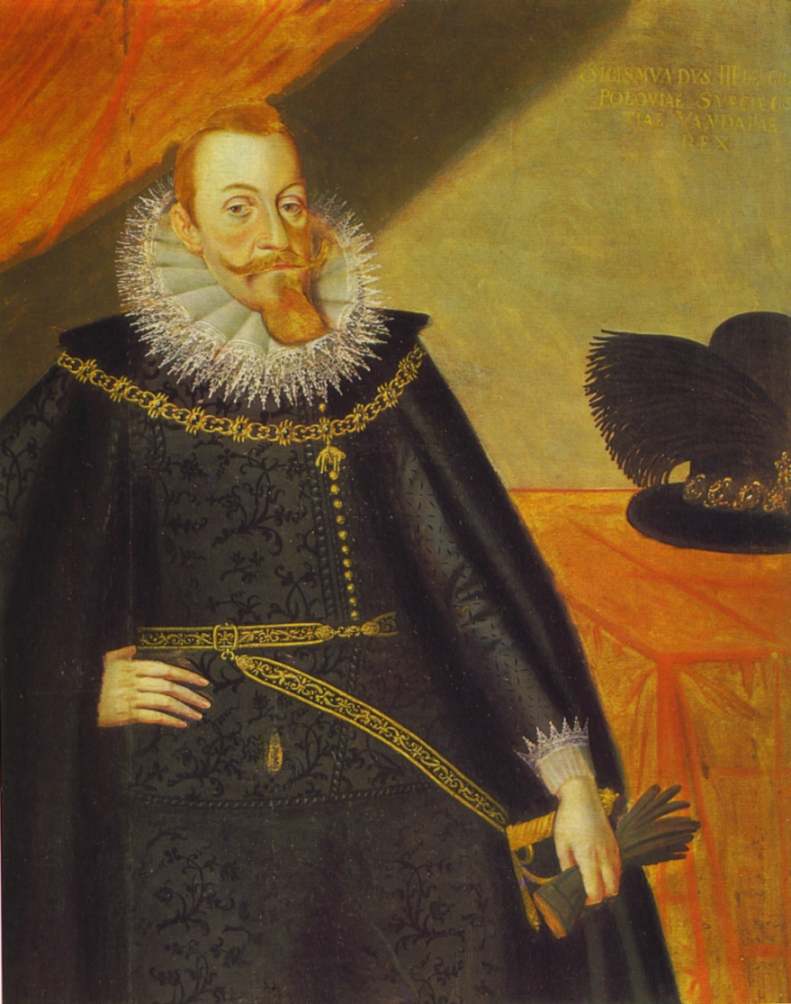
Re Sigismondo III in costume di corte spagnolo

Dopo la morte di sua moglie Anna nel 1598, Sigismondo sposò la di lei sorella Costanza nel 1605. A quell'epoca stavano emergendo nuovi problemi nella parte sud della Confederazione, dove Jan Zamoyski e altri magnati si prodigavano per quella che sarebbe divenuta nota come Guerra dei Magnati di Moldavia. Dopo la sconfitta delle forze polacche nella battaglia di Cecora del 1620 la Confederazione rinunciò ai propri diritti sul Principato di Moldavia.
Per il sostegno dato da Sigismondo alla Controriforma, la sua figura venne largamente malvista nella Svezia protestante. Suo zio Carlo, in posizione favorevole, prese ben presto il controllo della Svezia e si ribellò a Sigismondo col pretesto che questi volesse ricattolicizzare la Svezia. Nel 1598 Sigismondo, con un esercito misto di svedesi e polacchi, venne sconfitto nella Battaglia di Stångebro. A Sigismondo venne impedito di governare la Svezia dall'estero e pertanto nel 1599 venne deposto. A quest'azione, Sigismondo decise di rispondere incorporando la Livonia nella Confederazione e dando inizio quindi alla Guerra polacco-svedese che terminò nel 1629 a favore della Svezia che riuscì ad ottenere la Livonia come proprio dominio. A questo punto Sigismondo venne costretto a cedere definitivamente la corona regale a suo zio Carlo ed a riconoscerlo come legittimo sovrano di Svezia, mantenendo comunque altissime le tensioni tra i due paesi, che terminarono solo con la Grande guerra del nord.

### Gli ultimi anni
Nel 1605, ormai senza altri appigli, Sigismondo tentò di rafforzare il proprio potere come re di Polonia chiedendo al Sejm di concedergli il liberum veto, la possibilità di incrementare liberamente le tasse e la forza militare. I suoi oppositori, guidati da Mikołaj Zebrzydowski, portarono ad una guerra civile conosciuta col nome di rokosz Zebrzydowskiego (Ribellione di Zebrzydowski). Le forze realiste sconfissero i rokosziani il 6 luglio 1607 nella Battaglia di Guzów, ma il compromesso fu il ritorno allo status quo ante precedente al 1605 ed alla consequenziale rinuncia delle richieste avanzate da Sigismondo stesso.

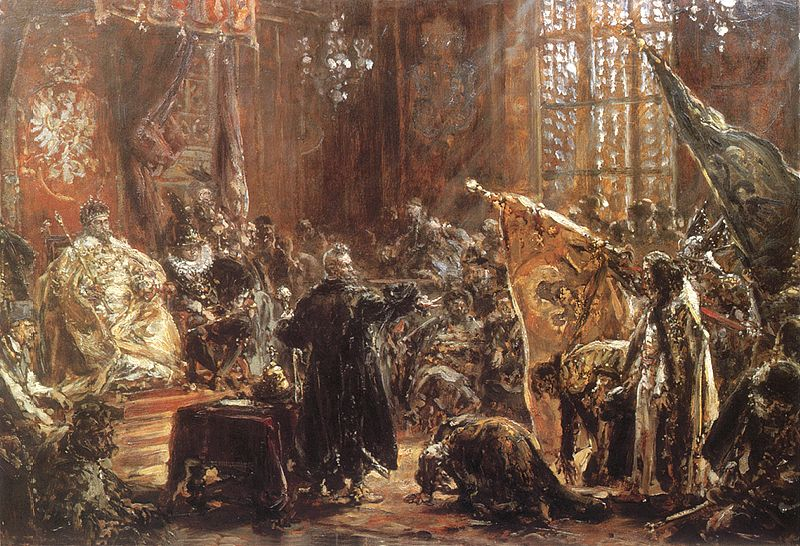
Lo zar Šujskij ed i suoi fratelli presso il re Sigismondo III nella Camera Alta al Castello Reale di Varsavia

Altro importante conflitto nel suo regno fu la Guerra polacco-moscovita, conosciuta anche col nome popolare di Dymitriade. Sigismondo e molti magnati polacchi tentarono di sfruttare la guerra civile moscovita (Periodo dei torbidi) ed il Massacro di Deulino per ottenere alcune concessioni territoriali a favore della Confederazione (soprattutto il Voivodato di Smoleńsk). Ad ogni modo, questa guerra incrementò le tensioni tra Polonia e Russia senza apportare nuovi territori e rompendo per sempre la prospettiva di una Confederazione polacco-lituano-moscovita.
Sigismondo morì a 65 anni al Castello Reale di Varsavia.

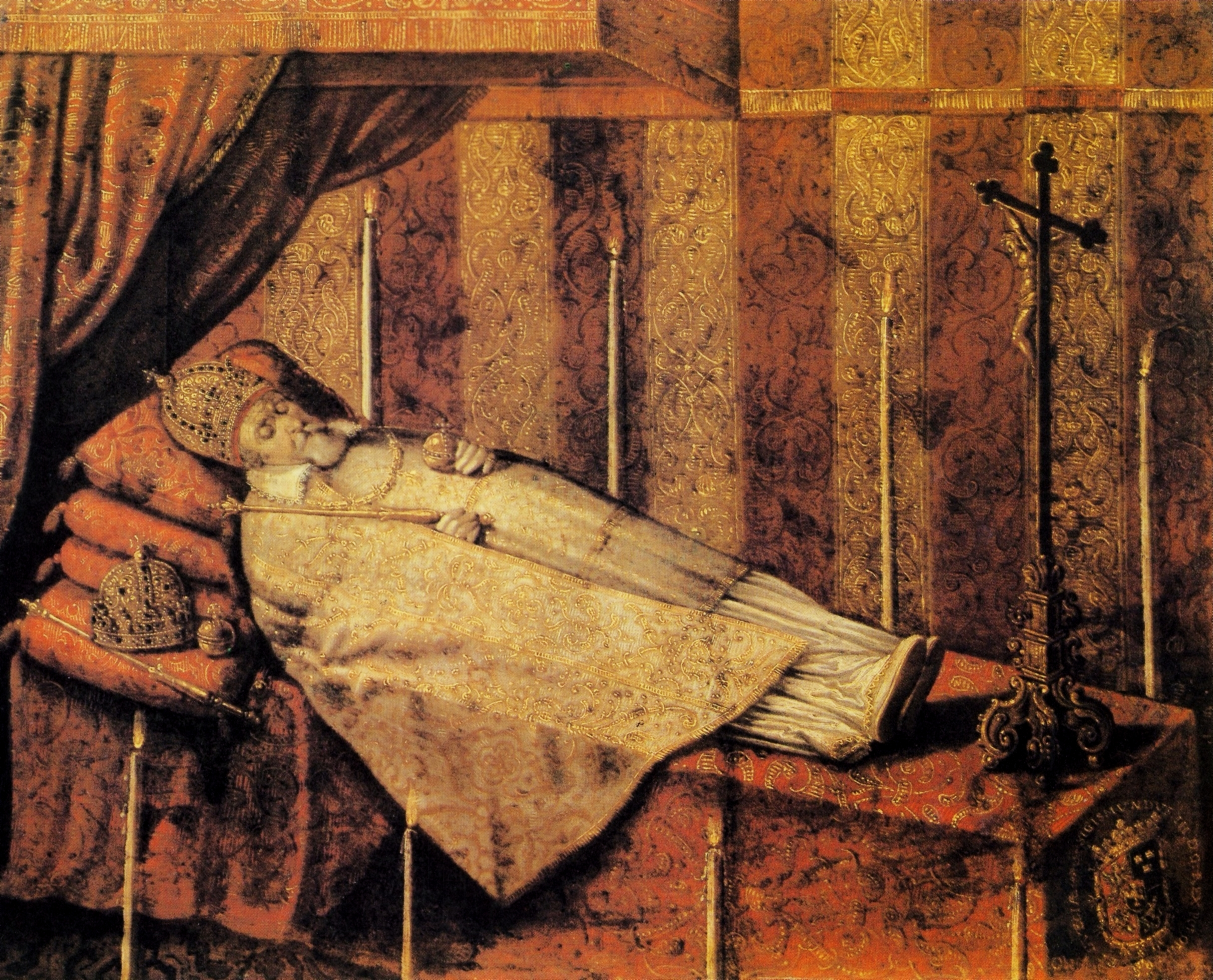
Sigismondo Vasa sul letto di morte

## Mecenatismo
Sigismondo si distinse come un artista molto dotato. Il ritratto di un orafo (una delle tre tele sopravvissute tra le sue opere) fu per secoli attribuito erroneamente al Tintoretto; dedicandosi all'incisione ed allo sbalzo, realizzò parte della famosa urna di Sant'Adalberto di Praga, oggi conservata alla Cattedrale di Gniezno.
Fu anche uno splendido e munifico mecenate nei confronti dei musicisti che accolse a corte, molti dei quali italiani (Luca Marenzio, Giovanni Battista Mosto e altri).

## Matrimoni ed eredi

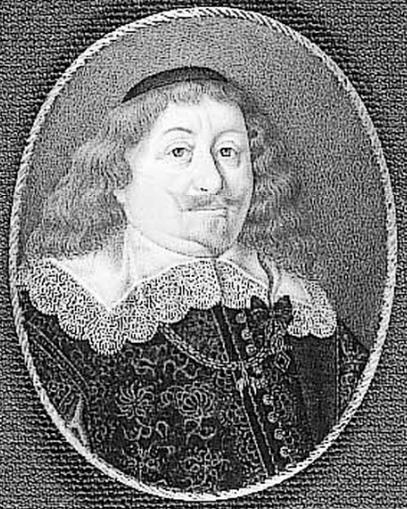
Paul Prieur, Ladislao IV di Polonia, erede di Sigismondo.

Sigismondo si sposò due volte. La prima volta, il 31 maggio 1592, con Anna d'Austria, figlia di Carlo II d'Austria e di sua moglie, Maria Anna di Wittelsbach, da cui ebbe:
- Anna Maria (1593–1600);
- Caterina (1594–1594);
- Ladislao (1595-1648), successore al trono di Polonia col nome di Ladislao IV;
- Caterina (1596–1597);
- Cristoforo (1598–1598).

Alla morte della prima moglie, Sigismondo III si sposò una seconda volta, l'11 dicembre 1605, con Costanza d'Asburgo, sorella della prima moglie. Da questo matrimonio nacquero i seguenti figli:
- Giovanni Casimiro (1607–1608);
- Giovanni (1609-1672), successore al trono di Polonia col nome di Giovanni II Casimiro;
- Giovanni Alberto (1612-1634), cardinale, vescovo di Warmia e Cracovia;
- Carlo Ferdinando (1613-1655), duca di Opole, vescovo di Breslavia e di Płock;
- Alessandro Carlo (1614-1634);
- Anna Costanza (1616-1616);
- Anna Caterina (1619-1651), sposò Filippo Guglielmo del Palatinato.

## Ascendenza
|                           |                        |                               | Genitori                          |  |  | Nonni |  |  | Bisnonni            |  |  | Trisnonni                |  |
|                           |                        |                               |                                   |  |  |       |  |  | Erik Johansson Vasa |  |  | Johan Kristiernsson Vasa |  |
|                           |                        |                               |                                   |  |  |       |  |  | Erik Johansson Vasa |  |  | Johan Kristiernsson Vasa |  |
|                           |                        | Birgitta Gustavsdotter Sture  |                                   |  |  |       |  |  | Erik Johansson Vasa |  |  |                          |  |
| Gustavo I di Svezia       |                        |                               |                                   |  |  |       |  |  | Erik Johansson Vasa |  |  |                          |  |
|                           |                        | Cecilia Månsdotter Eka        | Måns Karlsson Eka                 |  |  |       |  |  |                     |  |  |                          |  |
|                           |                        | Cecilia Månsdotter Eka        | Måns Karlsson Eka                 |  |  |       |  |  |                     |  |  |                          |  |
|                           |                        | Cecilia Månsdotter Eka        | Sigrid Eskilsdotter Banér         |  |  |       |  |  |                     |  |  |                          |  |
| Giovanni III di Svezia    |                        | Cecilia Månsdotter Eka        |                                   |  |  |       |  |  |                     |  |  |                          |  |
|                           |                        | Erik Abrahamsson Leijonhufvud | Abraham Kristiernsson Leijonhuvud |  |  |       |  |  |                     |  |  |                          |  |
|                           |                        | Erik Abrahamsson Leijonhufvud | Abraham Kristiernsson Leijonhuvud |  |  |       |  |  |                     |  |  |                          |  |
|                           |                        | Erik Abrahamsson Leijonhufvud | Birgitta Månsdotter Natt och Dag  |  |  |       |  |  |                     |  |  |                          |  |
| Margherita Leijonhufvud   |                        | Erik Abrahamsson Leijonhufvud |                                   |  |  |       |  |  |                     |  |  |                          |  |
|                           |                        | Ebba Eriksdotter Vasa         | Erik Karlsson Vasa                |  |  |       |  |  |                     |  |  |                          |  |
|                           |                        | Ebba Eriksdotter Vasa         | Erik Karlsson Vasa                |  |  |       |  |  |                     |  |  |                          |  |
|                           |                        | Ebba Eriksdotter Vasa         | Anna Karlsdotter Vinstorpa        |  |  |       |  |  |                     |  |  |                          |  |
| Sigismondo III di Polonia |                        | Ebba Eriksdotter Vasa         |                                   |  |  |       |  |  |                     |  |  |                          |  |
|                           | Casimiro IV di Polonia | Ladislao II di Polonia        |                                   |  |  |       |  |  |                     |  |  |                          |  |
|                           | Casimiro IV di Polonia | Ladislao II di Polonia        |                                   |  |  |       |  |  |                     |  |  |                          |  |
|                           | Casimiro IV di Polonia | Sofia Alšėniškė               |                                   |  |  |       |  |  |                     |  |  |                          |  |
| Sigismondo I di Polonia   | Casimiro IV di Polonia |                               |                                   |  |  |       |  |  |                     |  |  |                          |  |
|                           |                        | Elisabetta d'Asburgo          | Alberto II d'Asburgo              |  |  |       |  |  |                     |  |  |                          |  |
|                           |                        | Elisabetta d'Asburgo          | Alberto II d'Asburgo              |  |  |       |  |  |                     |  |  |                          |  |
|                           |                        | Elisabetta d'Asburgo          | Elisabetta di Lussemburgo         |  |  |       |  |  |                     |  |  |                          |  |
| Caterina Jagellona        |                        | Elisabetta d'Asburgo          |                                   |  |  |       |  |  |                     |  |  |                          |  |
|                           |                        | Gian Galeazzo Sforza          | Galeazzo Maria Sforza             |  |  |       |  |  |                     |  |  |                          |  |
|                           |                        | Gian Galeazzo Sforza          | Galeazzo Maria Sforza             |  |  |       |  |  |                     |  |  |                          |  |
|                           |                        | Gian Galeazzo Sforza          | Bona di Savoia                    |  |  |       |  |  |                     |  |  |                          |  |
| Bona Sforza               |                        | Gian Galeazzo Sforza          |                                   |  |  |       |  |  |                     |  |  |                          |  |
|                           |                        | Isabella di Napoli            | Alfonso II di Napoli              |  |  |       |  |  |                     |  |  |                          |  |
|                           |                        | Isabella di Napoli            | Alfonso II di Napoli              |  |  |       |  |  |                     |  |  |                          |  |
|                           |                        | Isabella di Napoli            | Ippolita Maria Sforza             |  |  |       |  |  |                     |  |  |                          |  |
|                           |                        | Isabella di Napoli            |                                   |  |  |       |  |  |                     |  |  |                          |  |